# Teatr Polski w Bydgoszczy

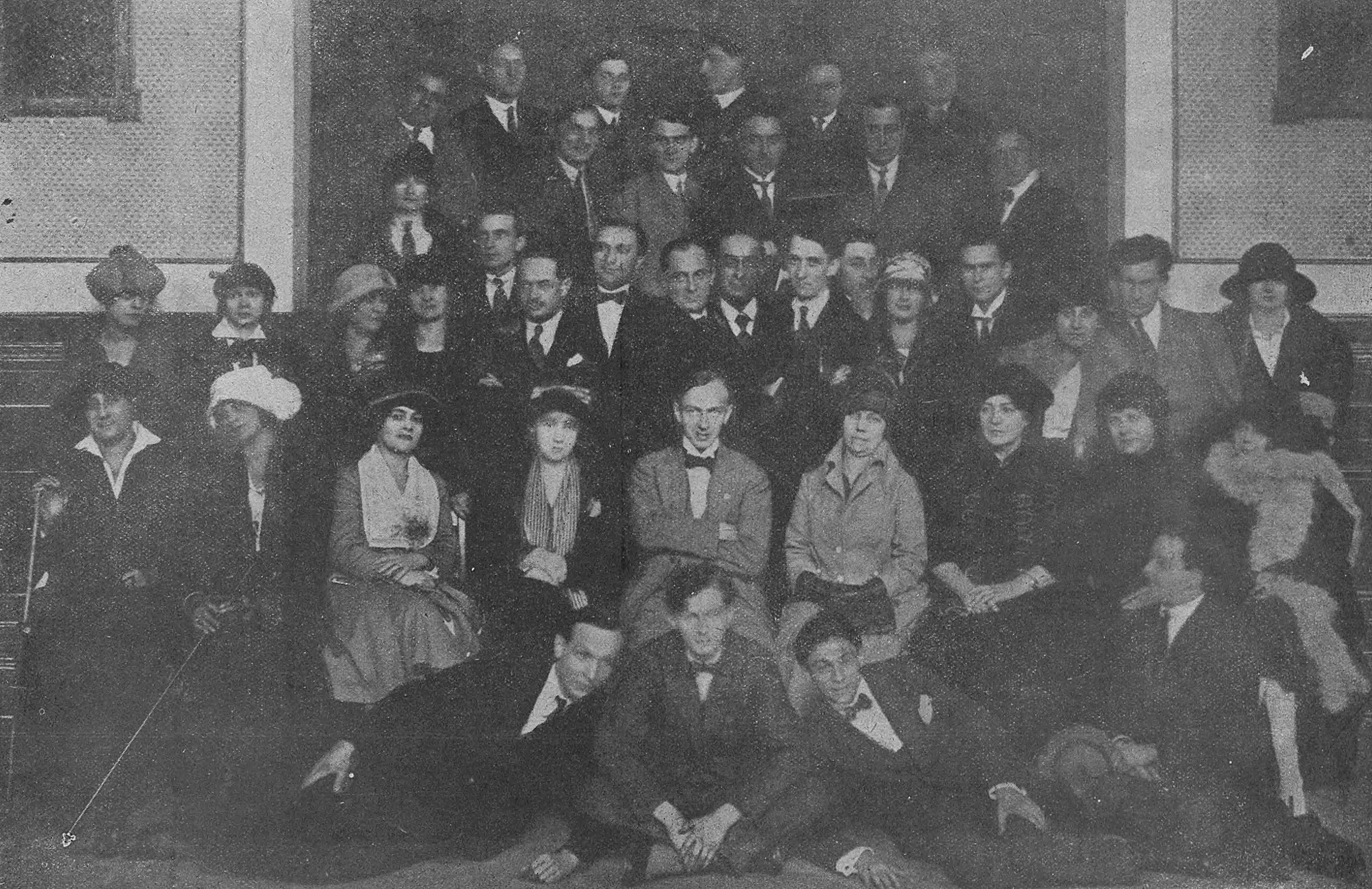
Zespół Teatru Polskiego w Bydgoszczy (1922)

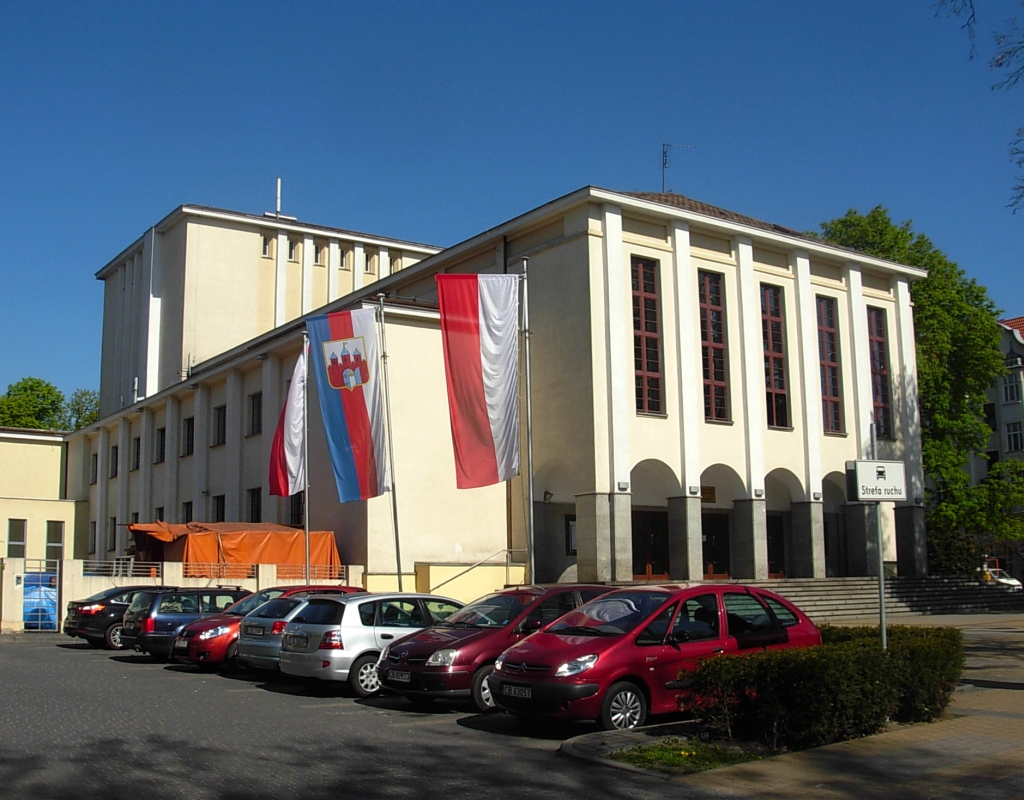
Gmach Teatru Polskiego

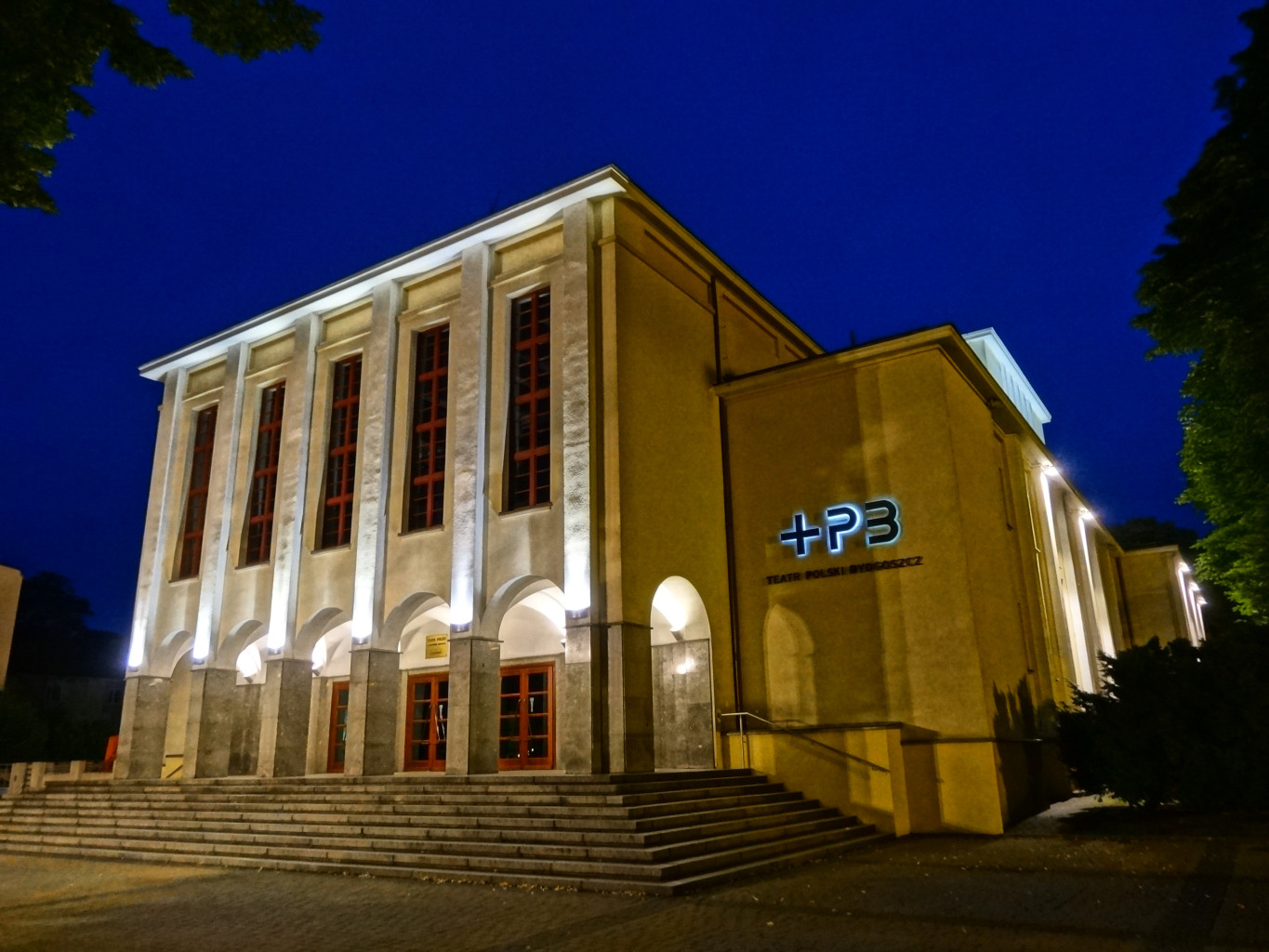
Teatr nocą

Teatr Polski im. Hieronima Konieczki w Bydgoszczy – największy i najbardziej znany teatr w Bydgoszczy mieszczący się przy al. Adama Mickiewicza 2. Od września 2024 dyrektorem teatru jest Beniamin M. Bukowski.

## Historia
Teatr Polski powstał w roku 1920 jako Teatr Miejski. Początkowo działał m.in. w restauracji Pacera, by z czasem przenieść się do gmachu na Gdańskim Przedmieściu (na dzisiejszym Placu Teatralnym). Gmach ten został wybudowany z cesarskich subwencji w roku 1895, według projektu niemieckiego architekta Christiana Heinricha Seelinga. 
Przed wspomnianym wybudowaniem gmachu bydgoska scena teatralna mieściła się, od 1824 roku w dawnym kościele zakonu karmelitów, na miejscu którego wybudowano gmach, natomiast wcześniej, już od XVII–XVIII wieku – w szkolnym teatrze w Bydgoskim Kolegium Jezuickim (obecny ratusz przy ul. Jezuickiej).
Po II wojnie światowej budynek na Pl. Teatralnym uległ poważnym zniszczeniom, w związku z czym zadecydowano o jego wyburzeniu. Po 1945 roku Teatr mieścił się w poniemieckim letnim teatrzyku Elisium i budynku przy ul. Grodzkiej, gdzie do 1988 roku istniała scena kameralna.
W końcu jesienią 1949 roku wybudowano, według projektu Alfonsa Licznerskiego, nowy gmach Teatru, w którym mieści się on po dziś dzień. 28 czerwca 2000, decyzją władz miejskich, nadano Teatrowi Polskiemu imię Hieronima Konieczki – aktora, reżysera oraz animatora kulturalnego związanego z miastem. W styczniu 2009 dyrektor teatru Paweł Łysak otrzymał Paszport „Polityki” za  szczególnie konsekwentnie budowany repertuar oraz projekty organizowane wokół każdej z premier, którymi bydgoska scena przyciąga publiczność.
W 2022 rozpoczęto modernizację budynku teatru, która ma się zakończyć w 2025 r.

## Coroczne imprezy kulturalne
- Festiwal Prapremier – jedyny w Polsce festiwal teatralny, którego program obejmuje prapremiery
- Camera Obscura – Międzynarodowy Festiwal Reportażu organizowany przez Fundację Sztuki Art-House

## Dyrektorzy teatru[4]:
- Wanda Siemaszkowa
- Władysław Stoma
- Andrzej Rodziewicz
- Stanisław Bugajski
- Zygmunt Wojdan (1964–1974)
- Adam Orzechowski (2000-2005)
- Paweł Łysak (2006-2014)
- Paweł Wodziński (2014 - 2017)
- Łukasz Gajdzis (2017-2020)
- Wojciech Faruga (2020-2024)
- Beniamin M. Bukowski (od 2024 r.)

## Znani aktorzy związani z teatrem
- Hieronim Włodzimierz Konieczka - wieloletni aktor, patron teatru.
- Wanda Rucińska -  debiutowała w 1945 roku rolą Meli w "Moralności pani Dulskiej" Gabrieli Zapolskiej. Wieloletnia aktorka teatru.